# Вілл Чейз
Вілл Чейз (нар. 12 вересня 1970) — американський актор і співак, найбільш відомий своєю роботою в мюзиклах на Бродвеї, а також в ролі суперзірки кантрі Люка Вілера в серіалі Nashville від ABC.

## Раннє життя та освіта
Чейз народився у Франкфорті, штат Кентуккі, і є молодшим із трьох хлопчиків. Він закінчив середню школу Western Hills та музичну консерваторію в Оберліні, де навчався диригуванню у Роберта Спано та магістр перкусії.
Чейз відвідував Оберлінську музичну консерваторію навчаючись на ударника та диригента.

## Кар'єра
Чейз розпочав свою акторську кар'єру в Чикаго, виступаючи в регіональних театральних постановках і отримав три номінації на премію Джозефа Джефферсона. Потім він зіграв Кріса у 2-му національному турі Міс Сайгон . Вперше він виступив на Бродвеї в 1998 році в ролі людини-ракелі та Роджера, суфлера в «Оренда», замість Адама Паскаля ; він також знявся в останній ролі Роджера у фінальній бродвейській компанії Rent, який був записаний для випуску у театрі під назвою Rent: Знятий Наживо для Бродвею . Його додаткові заслуги на Бродвеї включають Міс Сайгон (з оригінальною зіркою Леа Салонга, яка грає Кім, на закритті Бродвейського сезону); The Full Monty, як заміна Джеррі Луковського (2001); Леннон (2005); «Аїда» (заміна Радамеса, 2003—2004), інша роль Паскаля; і Тоні в музиці Біллі Елліота . Він також був у «Мюзикл Маленька принцеса» як капітан Крю. У 2005 році він зіграв Невілла Крейвен в 2005 на концерті Secret Garden у Всесвітній день боротьби зі СНІДом.
У 2006 році він знявся у High Fidelity на Бродвеї та знявся як Валентин у «Поцілунку жінки-павука» в Театрі підписів у Арлінгтоні, штат Вірджинія, за що отримав номінацію на премію Хелен Хейс у 2009 році за видатного головного актора .
Він з'явився в «Піжамній грі» разом з Кейт Болдуін у Муні (Сент-Луїс) у липні 2007 року. Він знявся в Оклахомі в 2007 році в театрі лірики разом з Келлі О'Хара та на Бродвеї у мюзиклі «Історія мого життя» у 2009 році.
Він був номінантом на премію Тоні 2013 року, номінований на премію Тоні за найкращого актора в мюзиклі за роль Джона Джаспера / Містера Клайва Пейджета у бродвейському відродженні «Таємниця Едвіна Дрода» .
Чейза зіграв епізодичну роль Майкла Свіфта у серіалі NBC Smash . Потім він зіграв роль суперзірки кантрі Люка Віллера в телесеріалі «Нешвілл» . Інші його телевізійні виступи включають в себе Quantico, HBO «The Deuce», повторювану роль Пат Махоні в « Rescue Me», « Купідон», «Закон Кентербері», « Закон і порядок», « Третій годинник», « Засудження» та « Queens Supreme», « Загублений Валентин» на каналі Hallmark разом з Дженніфер Лав Хьюїтт та Бетті Уайт ; фіналі сезону 2011 року Royal Pains (США); Блакитна кров (CBS); і драма ABC Pan Am . У 2012 році він з'явився в серіалі « Білий комір», в епізоді " Сусідський годинник ", а також в серіалі « Незабутні», в епізоді «Повернення».  
[джерело?]
Він зіграв головну роль у фільмі 2013 року Метелики Білла Бейкера . Чейз озвучує Анже в Хвості Воїна (2016).
Чейз взяв на себе роль Вільяма Шекспіра з Крістіана Борла на Бродвеї у мюзиклі Something Rotten! 18 липня 2016 р.
Чейз зіграв персонажа Байрона Маркса 27 вересня 2017 року на відкритті сезону Закону та порядку: СВУ під назвою «Пішов рибалити».
Він зіграв Ніла Харгроува у другому сезоні американського надприродного вебтелевізійного серіалу « Страшні речі», прем'єра якого відбулася на Netflix 27 жовтня 2017 року, і з'являється у драмі « Гострі об'єкти» HBO у ролі Боб Неш.
Він зобразив Фреда Грема / Петруччо разом з Келлі О'Хара у відродженні бродвейської п'єси Поцілуй мене, Кейт .

## Особисте життя
У Чейза є дві дочки від Лорі Чейз, з якою він був одружений з 1998 по 2008 рік і був одружений з актрисою Стефані Гібсон з 2009 року до їх розлучення в 2012 році.
Він і Дебра Мессінг мали стосунки з 2011 по 2014 рік.
Він у стосунках із музикантом Інгрід Майклсон .

## Фільмографія
| Year         | Title                                              | Role                          | Notes |
| ------------ | -------------------------------------------------- | ----------------------------- | --- |
| 2000         | Shaft                                              | Walter's Friend               | Film |
| 2001         | Fling (FOX network, created by Glenn Gordon Caron) | Dan Fields                    | Episode: #1.2 «In Genes We Trust» |
| 2002         | Guiding Light                                      | Store Manager                 | Episode dated August 14, 2002 |
| 2002         | Third Watch                                        | Reilly                        | Episode: #4.8 «Ladies’ Day» |
| 2003         | Queens Supreme                                     | ADA Pheiffer                  | Episode: #1.1 «One Angry Man» |
| 2003         | Law & Order                                        | David                         | Episode: #13.11 «Chosen» |
| 2004         | Everyday People                                    | Dad (uncredited)              | HBO Film |
| 2004         | Law & Order                                        | Mellors’ Co-Owner             | Episode: #14.18 «Evil Breeds» |
| 2006         | Conviction                                         | Detective Dave Lamanski       | Episode: #1.4 «Indebted» |
| 2006         | As the World Turns                                 | Dr. Linn                      | Episode dated May 1, 2006 Episode dated May 3, 2006 |
| 2006         | All My Children                                    | A.D.A. Phillips               | Episode #1.9395 |
| 2008         | Law & Order                                        | Derek Cahill                  | Episode: #18.4 «Bottomless» |
| 2008         | Canterbury's Law                                   | Artie Flom                    | Episode: #1.3 «What Goes Around» |
| 2008         | Rent: Filmed Live on Broadway                      | Roger Davis                   | TV Film |
| 2009         | Four Single Fathers                                | Lance                         | Film |
| 2009         | Cupid                                              | Peter                         | Episode: #1.6 «Left of the Dial» |
| 2009         | Law & Order: Criminal Intent                       | Jacob Garrety                 | Episode: #8.15 «Passion» |
| 2009         | One Life to Live                                   | Dr. Jason Nance               | Episode: #1.10564 «Sing Along with Mitch» Episode: #1.10565 «The Greenhouse Effect» Episode: #1.10566 «Angel of Death» Episode: #1.10567 «Dads Gone Wild» |
| 2009–2010    | Rescue Me                                          | Pat Mahoney                   | Episode: #5.5 «Sheila» Episode: #6.4 «Breakout» Episode: #6.6 «Sanctuary» Episode: #6.8 «Cowboy»                                                          |
| 2011         | The Lost Valentine                                 | Andrew Hawthorne              | TV Film |
| 2011         | Royal Pains                                        | Benjamin Richards             | Episode: #2.18 «Listen to the Music» |
| 2011         | Pan Am                                             | John Stanton                  | Episode: #1.1 «Pilot» |
| 2011         | Blue Bloods                                        | William Flood                 | Episode: #2.3 «Critical Condition» |
| 2012         | White Collar                                       | Connor Bailey                 | Episode: #3.13 «Neighborhood Watch» |
| 2012         | Unforgettable                                      | Reed Benedict                 | Episode: #1.18 «The Comeback» |
| 2012–2013    | Smash                                              | Michael Swift                 | 10 episodes; Recurring role (Season 1) |
| 2013         | Necessary Roughness                                | David Blaze                   | Episode: #2.13 «Hits and Myths» |
| 2013         | It Could Be Worse                                  | Pervy                         | Episode: #1.6 «Him, I want Him» |
| 2013         | Butterflies of Bill Baker                          | Bill Baker                    | Film |
| 2013         | The Ordained                                       | Gavin                         | TV Film |
| 2013–2014    | The Good Wife                                      | Detective Doug Young          | Episode: #4.18 «Death of a Client» Episode: #5.16 «The Last Call»                                                                                         |
| 2013–2017    | Nashville                                          | Luke Wheeler                  | 57 episodes; Recurring role (Season 2) Main role (Seasons 3–4) Guest role (Seasons 5–6)                                                                   |
| 2015         | For Real                                           | Blaine                        | TV Film |
| 2015         | A Warrior's Tail                                   | Anga (English version, voice) | Film |
| 2017         | Time After Time                                    | Griffin Monroe                | 12 episodes; Main role (Season 1) |
| 2017         | Law & Order: Special Victims Unit                  | Byron Marks                   | Episode: #19.1 «Gone Fishin’» |
| 2017         | The Deuce                                          | Jack                          | Episode: #1.4 «I See Money» Episode: #1.5 «What Kind of Bad?»                                                                                             |
| 2017 2019    | Stranger Things                                    | Neil Hargrove                 | Episode: #2.8 «Chapter Eight: The Mind Flayer» Episode: #3.6 «Chapter Six: E Pluribus Unum»                                                               |
| 2018         | American Crime Story                               | Detective Paul Scrimshaw      | Episode: #2.1 «The Man Who Would Be Vogue» Episode: #2.2 «Manhunt» Episode: #2.9 «Alone»                                                                  |
| 2018         | E-Bowla                                            | Big Thumper                   | Short |
| 2018         | Quantico                                           | Frank Marlow                  | Episode: #3.6 «Heaven's Fall» Episode: #3.9 «Fear Feargach»                                                                                               |
| 2018         | Sharp Objects                                      | Bob Nash                      | 5 episodes; Main role (Mini-Series) |
| 2018–2019    | Madam Secretary                                    | Owen Callister                | Episode: #5.4 «Requiem» Episode: #5.18 «Ready» Episode: #5.19 «The Great Experience» Episode: #5.20 «Better Angels»                                       |
| 2018–present | Impulse                                            | Simon                         | Recurring role |
| 2019         | The Village                                        | John                          | Episode: #1.1 «Pilot» Episode: #1.3 «In Your Bones» |